# 1680 год в науке
В 1680 году произошли различные научные и технологические события, некоторые из которых представлены ниже.

## События
- 14 ноября появилась «Большая комета 1680 года» (по имени первооткрывателя называемая также  «комета Кирха»). Считается первой кометой, первоначально обнаруженной при помощи телескопа[1][2].
- 8 июля Роберт Гук наблюдал необычные звуковые явления, позже получившие название «киматика»[3][4].

## Публикации
- Английский ботаник Роберт Морисон опубликовал второй том своей фундаментальной «Всеобщей истории растений» (лат. Plantarum Historiae Universalis Oxoniensis, Pars Secunda), с великолепными иллюстрациями и продуманным методом классификации растений. Первый том никогда не печатался и, вероятно, не был закончен автором, третий том после смерти автора был завершён Джейкобом Бобартом[англ.] и опубликован в 1699 году[5].
- Посмертно издан главный труд Джованни Альфонсо Борелли по основанной им биомеханике: «О движении животных» (лат. De Motu Animalium), где Борелли рассматривал организм животного с точки зрения математической теории механизмов.  Эта работа неоднократно переиздавалась и оказала большое влияние на теоретическую биологию и медицину[6].

## Родились
См. также: Категория:Родившиеся в 1680 году
- (?) — Джон Мэчин, английский математик, чья формула[7] многократно использовалась для вычисления числа {\displaystyle \pi } (умер в 1751 году).

## Скончались
См. также: Категория:Умершие в 1680 году
- 17 февраля — Ян Сваммердам, голландский биолог, основоположник анатомии насекомых (род. в 1637 году).
- 4 декабря — Томас Бартолин, датский врач, открывший лимфатическую систему человека (род. в 1616 году).
- 27 ноября — Афанасий Кирхер, немецкий учёный-универсал (род. в 1602 году).